# Список економістів Австрійської школи
АвстЦе список видатних економістів, прихильників Австрійської школи економіки, яких іноді називають "австрійцями". Це позначення застосовується навіть попри те, що лише деякі з них мають громадянство Австрії; більше того, не всі економісти з Австрії поділяють ідеї Австрійської школи.
Людвіг фон Мізес писав про представників Австрійської школи наступне:
Головною і єдиною турботою економістів австрійської школи був внесок у розвиток економіки. Вони ніколи не намагалися завоювати чиюсь підтримку іншими засобами, окрім переконливої сили, викладеної в їх книгах та статтях. Вони з байдужістю дивилися на те, що університети німецькомовних країн, і навіть багато австрійських університетів, були вороже налаштовані до економіки як такої, а тим більше до нових економічних доктрин суб'єктивізму.

## Австрійські економісти
| Фото                             | Ім'я                    | Рік народження | Рік смерті | Країна                            | Alma mater (postgraduate)                                               | Примітки |
| -------------------------------- | ----------------------- | -------------- | ---------- | --------------------------------- | ----------------------------------------------------------------------- | --- |
|                                  | Карл Менгер             | 1840           | 1921       | Австро-Угорщина                   | Ягеллонський університет                                                | Засновник Австрійської економічної школи, відомий своїм внеском у розвиток теорії граничної корисності, яка оскаржувала теорію витрат виробництва, розроблену класиками економіки Адамом Смітом і Девідом Рікардо. |
|                                  | Ойґен фон Бем-Баверк    | 1851           | 1914       | Австро-Угорщина                   | Гайдельберзький університе́т Лейпцизький університет Єнський університет | Автор визначної праці "Капітал і процент" у трьох томах. |
|                                  | Фрідріх фон Візер       | 1851           | 1926       | Австро-Угорщина                   | Віденський університет                                                  | Візер обіймав посади у Віденському та Празькому університетах, поки не змінив Менгера у Відні в 1903 році, де разом зі своїм зятем Ойґеном фон Бем-Баверком вплинув на формування наступного покоління австрійських економістів, включаючи Людвіга фон Мізеса, Фрідріха Гаєка та Йозефа Шумпетера наприкінці 1890-х та на початку 20-го століття. |
|                                  | Франк Феттер            | 1863           | 1949       | США                               | Університет Мартіна Лютера                                              | Трактат Феттера "Принципи економіки" (The Principles of Economics) сприяв зростанню інтересу американців до австрійської школи, зокрема до теорій Ойґена фон Бем-Баверка, Фрідріха фон Візера, Людвіга фон Мізеса та Фрідріха Гаєка. |
|                                  | Лювіг фон Мізес         | 1881           | 1973       | Австро-Угорщина                   | Віденський університет                                                  | У 1949 році Мізес опублікував свій magnum opus «Людська діяльність». Мізес мав значний вплив на лібертаріанський рух, який розвинувся в Сполучених Штатах у середині 20 століття. |
|                                  | Бенджамін Андерсон      | 1886           | 1949       | США                               | Колумбійський університет                                               | За словами Мізеса, Андерсон був «одним із видатних персонажів у цю епоху панування служителів часу» |
|                                  | Генрі Гацліт            | 1894           | 1993       | США                               |                                                                         | Американський економіст, філософ, літературний критик і журналіст таких видань, як The Wall Street Journal, The Nation, The American Mercury, Newsweek і The New York Times, і він був визнаний провідним інтерпретатором економічних питань з точки зору американського консерватизму і лібертаріанства                                          |
|                                  | Фредерік Наймейер       | 1897           | 1981       | США                               |                                                                         | |
|                                  | Фрідріх Гаєк            | 1899           | 1992       | Австрія                           | Віденський університет                                                  | У 1974 році Гаєк отримав Нобелівську премію з економічних наук за його «новаторську роботу в теорії грошей і економічних коливань і... проникливий аналіз взаємозалежності економічних, соціальних та інституційних явищ» |
|                                  | Вільям Гарольд Хатт     | 1899           | 1988       | Велика Британія                   |                                                                         | |
|                                  | Готфрід фон Хаберлер    | 1900           | 1995       | Австрія                           |                                                                         | |
|                                  | Фріц Махлуп             | 1902           | 1983       | Австро-Угорщина                   | Віденський університет                                                  | |
|                                  | Пауль Розенштейн-Родан  | 1902           | 1985       | Польща                            |                                                                         | |
|                                  | Людвіг Лахман           | 1906           | 1990       | Німеччина                         | Берлінський університет імені Гумбольдтів                               | Ідеї Лахмана продовжують впливати на сучасні соціальні наукові дослідження. Багато соціальних наукових дисциплін явно чи приховано спираються на «радикально-суб’єктивістську» австрійську економіку |
|                                  | Курт Ріхебехер          | 1918           | 2007       | Німеччина                         |                                                                         | |
|                                  | Ганс Зенгольц           | 1922           | 2007       | Американець німецького походження | Нью-Йоркський університет Кельнський університет                        | |
|                                  | Мюррей Ротбард          | 1926           | 1995       | США                               | Колумбійський університет                                               | Американський письменник і економіст австрійської школи, який допоміг визначити капіталістичний лібертаріанізм і популяризував форму анархізму вільного ринку, яку він назвав «анархо-капіталізмом». Ротбард написав понад двадцять книг і вважається центральною фігурою в американському лібертаріанському русі                                 |
|                                  | Ізраель Кірцнер         | 1930           | Живий      | США                               | Нью-Йоркський університет                                               | Основна робота Кірцнера стосується економіки знань і підприємництва та етики ринків |
|                                  | Ернест С. Пасур         | 1932           | Живий      | США                               | Університет штату Мічиган                                               | |
|                                  | Ральф Райко             | 1936           | 2016       | США                               | Чиказький університет                                                   | |
|                                  | Джордж Джеральд Рейсман | 1937           | Живий      | США                               | Нью-Йоркський університет                                               | |
|                                  | Паскаль Салін           | 1939           | Живий      | Франція                           | Університет Париж-Дофін                                                 | |
|                                  | Анрі Лепаж              | 1941           | Живий      | Франція                           |                                                                         | |
|                                  | Волтер Блок             | 1941           | Живий      | США                               | Колумбійський університет                                               | |
|                                  | Роберт Хіггс            | 1944           | Живий      | США                               | Університет Джонса Гопкінса                                             | |
|                                  | Роджер Гаррісон         | 1944           | Живий      | США                               | Університет Вірджинії                                                   | |
|                                  | Марк Скоузен            | 1947           | Живий      | США                               | Університет Джорджа Вашингтона                                          | |
|                                  | Девід Гордон            | 1948           | Живий      | США                               | UCLA                                                                    | |
|                                  | Ганс-Герман Гоппе       | 1949           | Живий      | Німеччина                         | Франкфуртський університет                                              | |
|                                  | Джозеф Т. Салерно       | 1950           | Живий      | США                               | Ратґерський університет                                                 | |
|                                  | Рендалл Г. Холкомб      | 1950           | Живий      | США                               | Університет штату Флорида                                               | |
|                                  | Річард Ебелінг          | 1950           | Живий      | США                               | Університет Міддлсекса в Лондоні                                        | |
|                                  | Дон Лавуа               | 1951           | 2001       | США                               | Нью-Йоркський університет                                               | |
|                                  | Лоуренс Рід             | 1953           | Живий      | США                               | Університет Слиппері-Рок                                                | |
|                                  | Лоуренс Х. Уайт         | 1954           | Живий      | США                               | UCLA                                                                    | |
|                                  | Рассел Робертс          | 1954           | Живий      | США                               | Чиказький університет                                                   | |
|                                  | Хесус Уерта де Сото     | 1956           | Живий      | Іспанія                           | Мадридський університет Комплутенсе                                     | |
|                                  | Дональд Дж. Будро       | 1958           | Живий      | США                               | Обернський університет                                                  | |
|                                  | Марк Торнтон            | 1960           | Живий      | США                               | Обернський університет                                                  | |
|                                  | Пітер Бетке             | 1960           | Живий      | США                               | Університет Джорджа Мейсона                                             | |
| Файл:Dr. David Prychitko.jpg     | Давид Причітко          | 1962           | Живий      | США                               | Університет Джорджа Мейсона                                             | |
|                                  | Пітер Шифф              | 1963           | Живий      | США                               | Університет Каліфорнії, Берклі                                          | Ведучий Шоу Пітера Шиффа, якому приписують «більш-менш точне» передбачення фінансової кризи 2007–2010 рр., тоді як «найлегша критика макроекономістів полягає в тому, що майже всі не змогли передбачити рецесію, незважаючи на велику кількість тривожних ознак»                                                                                 |
|                                  | Стівен Горвіц           | 1964           | 2021       | США                               | Університет Джорджа Мейсона                                             | |
|                                  | Пітер Кляйн             | 1966           | Живий      | США                               | Університет Каліфорнії, Берклі                                          | |
|                                  | Йорг Гвідо Хюльсманн    | 1966           | Живий      | Німеччина                         | Берлінський технічний університет                                       | |
|                                  | Хав'єр Мілей            | 1970           | Живий      | Argentinian                       | Університет Бельграно                                                   | Він став широко відомим завдяки своїм регулярним виступам на телебаченні, де він критикував адміністрацію Крістіни Фернандес де Кіршнер, Маурісіо Макрі та Альберто Фернандеса. Мілей вважає себе «короткостроковим мінархістом», хоча «з філософської точки зору анархо-капіталістом».                                                           |
|                                  | Марк Шпіцнагель         | 1971           | Живий      | США                               | Нью-Йоркський університет                                               | |
|                                  | Роберт Патрік Мерфі     | 1976           | Живий      | США                               | Нью-Йоркський університет                                               | |
| Файл:Chris Coyne (Economist).jpg | Крістофер Койн          | 1977           | Живий      | США                               | Університет Джорджа Мейсона                                             | |
|                                  | Пітер Лісон             | 1979           | Живий      | США                               | Університет Джорджа Мейсона                                             | |